# Qix

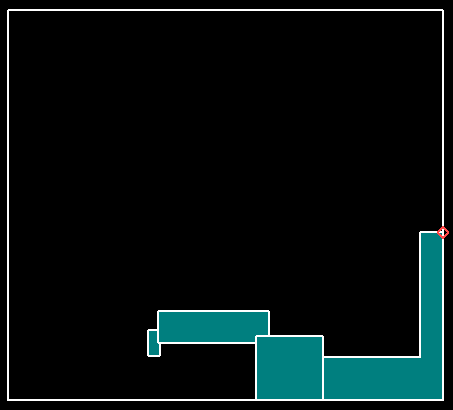
Beispielgrafik (ohne „Qix“, Gegner und GUI)

Qix ist ein Arcade-Spiel, das 1981 von der Taito America Corporation veröffentlicht wurde.

## Übersicht
Zu Beginn jedes Levels erscheint das Spielfeld lediglich als leeres, schwarzes Rechteck, das Qix enthält. Dabei handelt es sich um ein aus mehreren Linien geformtes Objekt, das sich innerhalb des Spielfeldes in verschiedenen Abläufen bewegt. Der Spieler kontrolliert einen kleinen Punkt, der sich am Rand des Rechtecks bewegen kann. Das Ziel von Qix ist es, mindestens 75 % des Spielfeldes für sich zu beanspruchen.
Um einen Teil des Spielfeldes in Besitz zu nehmen, muss der Spieler sogenannte Stix zeichnen. Stix sind einfach nur gerade Linien, die durch Bewegung des Punktes gezeichnet werden können. Beschreibt man mit diesen Linien eine geschlossene Figur, so wird der Inhalt gefüllt, und die Fläche gehört dann dem Spieler. Dabei gibt es noch die Auswahlmöglichkeit, langsame oder schnelle Stix zu zeichnen, die blau oder rot markiert werden.
Schnellere Stix können zwar schneller und risikoloser abgeschlossen werden, bringen jedoch weniger Punkte, was sich bei den langsamen genau umgekehrt verhält. Berührt eine der Linien des Qix einen noch nicht fertiggestellten Stix, verliert der Spieler ein Leben.
Hat der Spieler eine Fläche für sich beansprucht, kann er sich mit dem Punkt an dessen Rand gefahrlos bewegen. Diese Prozedur wird so lange wiederholt, bis der Spieler mindestens 75 % des gesamten Spielfelds abgedeckt hat.
Die Spiele-Designer waren Randy und Sandy Pfeiffer.

## Gegner
Es gibt drei Hauptkategorien von Gegnern, allesamt gefährlich für den Spieler:
- Die am häufigsten auftretende Art nennt sich Qix. Der Qix kann den Spieler nur dann treffen, wenn sich dieser gerade einen Stix zeichnet. Berührt der Qix eine der Linien des Stix, während der Spieler zeichnet, verliert dieser ein Leben.

- Sparx sind kleine Funken, die sich am Rand des Spielfelds und an jedem Rand des vom Spieler beschlagnahmten Areals bewegen. Sie bewegen sich nach keinem Muster einfach entlang des Rands. Wird der Spieler von einem Sparx berührt, verliert er ein Leben. Sparx können nicht an Linien, die gerade gezeichnet werden, wandern.

- Die Fuse erscheint, wenn der Spieler – während er ein neues Stix zeichnet – anhält. Sie sind ähnlich wie Sparx, wandern aber ausschließlich entlang der Linien von Stix. Berührt eine Fuse den Spieler, verliert er ein Leben. Sie verschwindet jedoch sofort, sobald sich der Spieler wieder bewegt.

## Umsetzungen
- Commodore 64
- Apple II (1989)
- Apple IIgs (1990)
- Atari 5200 (1982)
- Atari Lynx (1991)
- Game Boy (1990)
- KC 85
- NES (1990)

## Chronologie
Super Qix wurde 1989 veröffentlicht, Twin Qix im Jahr 1995. Wegen der simplen Natur des Spielprinzips wurden viele Ableger für Mobiltelefone, PCs und andere Plattformen produziert. Zudem existieren zahlreiche ähnliche Varianten, auch in 3D-Optik, zum Beispiel AirXonix für den PC oder Cubixx (2009) für PlayStation Portable und PlayStation 3. Das gleiche Spielprinzip hat auch das Arcade-Spiel Volfied (Taito, 1989).